# Виле (Пистоја)
Виле је насеље у Италији у округу Пистоја, региону Тоскана.
Према процени из 2011. у насељу је живело 40 становника. Насеље се налази на надморској висини од 165 м.